# Joe Navarro
Joe Navarro (ur. 1953) – autor, publicysta oraz ex-agent FBI i promotor. Specjalizuje się w komunikacji niewerbalnej oraz w mowie ciała, jest autorem wielu książek.

## Tło
Joe Navarro przybył do Stanów Zjednoczonych w wieku 8 lat wraz z rodziną na krótko po Inwazji w Zatoce Świń na Kubie.
Po zdobyciu licencjata w dziedzinie wymiaru sprawiedliwości (BYU), a następnie "Master of Arts" w Stosunkach Międzynarodowych (SRU). Joe pracował przez 25 lat jako agent specjalny FBI oraz kierownik w dziedzinie kontrwywiadu.
Joe całe życie zawodowe poświęcił studiowaniu, doskonaleniu i stosowaniu sztuki komunikacji niewerbalnej- obserwacji min, gestów, ruchów ciała, odległości zachowywanej w stosunku do innych, odruchowego dotykania, postaw, a nawet sposobów ubierania się- aby odszyfrować, co ludzie myślą, jak zamierzają postąpić i czy ich oświadczenia są prawdziwe czy fałszywe.
Od momentu przejścia na emeryturę, Navarro pisze książki dzieląc się swoją wiedzą.
Obecnie jest adiunktem na Wydziale w Saint Leo University.

## Książki
Navarro jest autorem pięciu książek. Najbardziej znaną jest "Mowa ciała", która sprzedała się w ponad 150 000 egzemplarzach i została przetłumaczona na 16 języków.
Jego najnowsza książka, "Louder Than Words", została wybrana jako jedna z sześciu najlepszych książek biznesowych.

## Inicjatywa Edukacyjna
W 2009 Navarro wraz z Nightingale-Conant, największym na świecie producentem programów audio, rozpoczął również kurs online w 2009, aby dzielić się swoją wiedzą z innymi, w jaki sposób obserwować, dekodować i wykorzystać w swoim życiu osobistym i zawodowym mowę ciała.

## Publikacje
- Schafer, John and Joe Navarro (2004) Advanced Interviewing Techniques; Proven Strategies for Law Enforcement, Military, and Security Personnel. Charles C. Thomas, Springfield, Illinois. ISBN 0-398-07444-5.
- Navarro, Joe (2005) Hunting Terrorists: A Look at The Psychopathology of Terror. Charles C. Thomas, Springfield, Illinois. ISBN 0-398-07594-8.
- Navarro, Joe (2006) Read 'Em and Reap. Harper Collins, Pub. ISBN 978-0-06-119859-5.
- Navarro, Joe (2008) What Every Body is Saying. Harper Collins, Pub. Reap. Harper Collins, Pub. ISBN 978-0-06-143829-5.
- Navarro, Joe "Every Body’s Talking", Special to Washington Post, June 24, 2008 F1.
- Navarro, Joe (2010) Louder Than Words: Take Your Career from Average to Exceptional with the Hidden Power of Nonverbal Intelligence. Harper Collins, Pub. ISBN 978-0-06-177139-2.